# Catalina Solar
Catalina Solar — фотоэлектрическая станция общей мощностью 143 МВт. Расположена в округе Керн, штат Калифорния, США. Построена французской корпорацией EDF Énergies Nouvelles на участке 4,4 квадратных километра частной земли. Строительство электростанции началось в мае 2012 года и было полностью завершено в августе 2013 года. Catalina Solar поставляет электричество потребителям с декабря 2012 года.
Для производства электричества станция использует тонкослойные фотоэлектрические модули, произведенные компаниями Solar Frontier и First Solar.
Catalina Solar наряду с другими проектами возобновляемой энергии построена в рамках цели штата Калифорния — обеспечить получение 33 % потребляемой электроэнергии из возобновляемых источников к 2020 году.

## Производство электричества
| Год   | Янв    | Фев    | Мар    | Апр    | Май    | Июн    | Июл    | Авг    | Сен    | Окт    | Ноя    | Дек    | Всего   |
| ----- | ------ | ------ | ------ | ------ | ------ | ------ | ------ | ------ | ------ | ------ | ------ | ------ | ------- |
| 2012  |        |        |        |        |        |        |        |        |        |        |        | 200    | 200     |
| 2013  | 5 182  | 12 279 | 15 964 | 0      | 11 317 | 20 616 | 23 709 | 27 338 | 25 989 | 24 506 | 18 629 | 18 707 | 204 236 |
| 2014  | 18 991 | 19 563 | 24 927 | 27 237 | 28 264 | 28 924 | 27 446 | 27 679 | 25 766 | 24 371 |        |        | 253 168 |
| Total | Total  | Total  | Total  | Total  | Total  | Total  | Total  | Total  | Total  | Total  | Total  | Total  | 457 604 |